# IAI Astra
O IAI 1125 Astra é uma aeronave produzida pelo fabricante israelita Israel Aerospace Industries. O Astra foi desenvolvido a partir do IAI Westwind. A asa do Astra foi modificada e com uma fuselagem completamente nova, foi sucedido pelo Galaxy (Gulfstream G200) durante os anos de 1990.

## Design e Desenvolvimento
O trabalho em um Westwind melhorado se iniciou no final da década de 1970, tendo seu primeiro protótipo voando em 19 de Março de 1984. O primeiro Astra de produção voou em 20 de Março de 1985, e em 29 de Agosto de 1985 recebeu a certificação da FAA, iniciando os pedidos de compras no início de 1986.
O original 1125 Astra foi então substituído pelo Astra SP, anunciado em 1989, do qual 37 foram construídos. A terceira variante, o Astra SPX, voou em Agosto de 1994. Esta variante então foi renomeada G100 desde Setembro de 2002 seguindo sua aquisição pela Gulfstream, que manteve as certificações do Astra, em Maio de 2001. A IAI constrói os G100 em Israel e então os voa para os Estados Unidos onde é finalizado o acabamento interior.

## Operadores
Eritreia
- Força Aérea da Eritreia opera uma aeronave para transporte VIP

 Israel;
- Força Aérea Israelense opera uma aeronave para transporte VIP